# Albert Saritov
Albert Saritov, född den 8 juli 1985 i Chasavjurt, är en rumänsk brottare.
Han tog OS-brons i tungvikt i samband med de olympiska tävlingarna i brottning 2016 i Rio de Janeiro.